# Liste der Naturdenkmale in Grebenstein
Die Liste der Naturdenkmale in Grebenstein nennt die auf dem Gebiet der Stadt Grebenstein im Landkreis Kassel in Hessen gelegenen Naturdenkmale. Dies sind gegenwärtig Bäume an 10 Standorten.

## Bäume
| Bild                          | Bezeichnung                            | Ortsteil, Lage                              | Beschreibung | Art                                    | Nr.      |
| ----------------------------- | -------------------------------------- | ------------------------------------------- | --- | -------------------------------------- | -------- |
| mehr Fotos \| Fotos hochladen | 1 Linde                                | Grebenstein 51° 27′ 21,8″ N, 9° 26′ 53″ O   | Winterlinde ca. 1,8 km nordöstlich des Ortsrandes von Grebenstein. Der Baum steht auf einer winzigen Grünfläche zwischen leergeräumten Feldern, ohne weitere Bäume oder Gehölze in der näheren Umgebung. Stammumfang: 3,95 m Höhe: 18 m Pflanzjahr: ca. 1905 OSM-Link zur Kartendarstellung: Linde nordöstlich von Grebenstein | Tilia cordata                          | 6.33.271 |
| mehr Fotos \| Fotos hochladen | 1 Kastanie, 1 Linde                    | Grebenstein 51° 26′ 59,9″ N, 9° 25′ 1,5″ O  | Rosskastanie und Winterlinde im Osten von Grebenstein. Der Standort der beiden Bäume liegt an der Straße „Steinerne Brücke“, auf einer Wiese bei der Brücke über die Esse. Rosskastanie: Stammumfang: 4,15 m (2005: 4,10 m) Höhe: 25 m Pflanzjahr: ca. 1855 OSM-Link zur Kartendarstellung: Rosskastanie an der Steinernen Brücke in Grebenstein Winterlinde: Stammumfang: 3,60 m Höhe: 25 m Pflanzjahr: ca. 1855 OSM-Link zur Kartendarstellung: Winterlinde an der Steinernen Brücke in Grebenstein | Aesculus hippocastanum + Tilia cordata | 6.33.272 |
| mehr Fotos \| Fotos hochladen | 2 Linden mit historischer Kirchenruine | Grebenstein 51° 27′ 51,8″ N, 9° 26′ 24″ O   | Winterlinde und Sommerlinde ca. 1,8 km nordöstlich des Ortsrandes von Grebenstein. Die beiden Linden stehen nebeneinander westlich des Teichs an der Straße „Oberhaldessen“. Die Sommerlinde ist der wesentlich ältere Baum, sie zeigt bereits deutliche Zerfallserscheinungen. Winterlinde (der südliche Baum): Stammumfang: 4,40 m Höhe: 18 m Pflanzjahr: ca. 1855 OSM-Link zur Kartendarstellung: Winterlinde Oberhaldessen Sommerlinde (der nördliche Baum): Stammumfang: 5,70 m Höhe: 10 m Pflanzjahr: ca. 1705 OSM-Link zur Kartendarstellung: Sommerlinde Oberhaldessen | Tilia cordata + Tilia platyphyllos     | 6.33.273 |
| mehr Fotos \| Fotos hochladen | 2 Linden                               | Grebenstein 51° 26′ 39,1″ N, 9° 21′ 58,3″ O | 2 Winterlinden in der Ortsmitte des Stadtteils Friedrichsthal, westlich der Kernstadt von Grebenstein. Die beiden Bäume stehen vor dem Friedhof, direkt südlich der L 3233. Sie markieren dort den Zugang. Die westliche Winterlinde: Stammumfang: 3,10 m Höhe: 21 m Pflanzjahr: ca. 1925 OSM-Link zur Kartendarstellung: Die westliche Winterlinde in Friedrichsthal Die östliche Winterlinde: Stammumfang: 2,60 m Höhe: 21 m Pflanzjahr: ca. 1925 OSM-Link zur Kartendarstellung: Die östliche Winterlinde in Friedrichsthal | Tilia cordata                          | 6.33.274 |
| mehr Fotos \| Fotos hochladen | 1 Linde „Gerichtslinde“                | Schachten 51° 26′ 21,9″ N, 9° 23′ 49,2″ O   | Sommerlinde zwischen Schachten und Grebenstein. Der beeindruckende Baum steht auf einer Wiese südlich der K 50. Der gewaltige Stamm der alten Linde ist einseitig offen und innen hohl. Die „Gerichtslinde“ bei Schachten gehört zu den Bäumen, bei denen das Alter nicht nur geschätzt, sondern wissenschaftlich bestimmt wurde (vgl. Liste der Naturdenkmale im Landkreis Kassel#Altersbestimmte Bäume). Bei einer Untersuchung im Jahr 2005 wurde ein Alter von etwa 350 Jahren festgestellt. Stammumfang: 9,35 m (2005: 9,30 m) Höhe: 19 m Pflanzjahr: ca. 1655 OSM-Link zur Kartendarstellung: „Gerichtslinde“ bei Schachten | Tilia platyphyllos                     | 6.33.275 |
| mehr Fotos \| Fotos hochladen | 1 Eiche                                | Schachten 51° 25′ 51,6″ N, 9° 23′ 14,5″ O   | Stieleiche am südöstlichen Ortsrand von Schachten. Der Baum steht an der Caldener Straße, dem ehemaligen Verbindungsweg nach Calden. Am Standort wird mit Bank, Beschilderung und Blumenbeet die Bedeutung der, lt. Beschilderung, „1000-jährigen“ Eiche hervorgehoben. Dies hindert aber nicht daran, den westlich angrenzenden, von natürlicher Vegetation leergeräumten Acker, fast bis an den Baumstamm zu führen. Viele Äste der Eiche sind beschnitten oder abgesägt. Etwa 300 m südwestlich, an einem Waldrand südlich von Schachten, steht eine noch ältere Naturdenkmal-Eiche (s. u.). Ungefähr 500 m südwestlich liegt eine kleine Feldholzinsel mit einer Walnuss und zwei Edelkastanien, ebenfalls ein Naturdenkmal (s. u.). Stammumfang: 5,50 m (2005: 5,40 m) Höhe: 20 m Pflanzjahr: ca. 1835 OSM-Link zur Kartendarstellung: Eiche am Ortsrand von Schachten | Quercus robur                          | 6.33.276 |
| mehr Fotos \| Fotos hochladen | 1 Eiche                                | Schachten 51° 25′ 45,3″ N, 9° 23′ 0,4″ O    | Stieleiche ca. 200 m südwestlich des Ortsrandes von Schachten. Der beeindruckende Baum steht, schwer erreichbar, direkt am Ostrand eines kleinen Waldstückes. Etwa 300 m nordöstlich, am Ortsrand von Schachten, steht eine weitere Naturdenkmal-Eiche (s. o.). Ungefähr 150 m westlich liegt eine kleine Feldholzinsel mit einer Walnuss und zwei Edelkastanien, ebenfalls ein Naturdenkmal (s. u.). Stammumfang: 6,65 m (2005: 6,50 m) Höhe: 20 m Pflanzjahr: ca. 1685 OSM-Link zur Kartendarstellung: Eiche bei Schachten | Quercus robur                          | 6.33.277 |
| mehr Fotos \| Fotos hochladen | Baumgruppe 1 Walnuss, 2 Edelkastanien  | Schachten 51° 25′ 44,8″ N, 9° 22′ 51,5″ O   | Baumgruppe ca. 300 m südwestlich des Ortsrandes von Schachten. Die 3 Bäume bilden eine winzige Feldholzinsel inmitten eines Ackers. Die beiden geduckt wachsenden Kastanien sind deutlich kleiner, aber auch wesentlich älter als der Walnussbaum. Der Stamm der östlichen Kastanie ist hohl und zeigt deutliche Zerfallserscheinungen. Nur wenige hundert Meter westlich der Baumgruppe finden sich 2 Standorte mit Naturdenkmals-Eichen (s. o.). Walnuss: Stammumfang: 2,70 m Höhe: 16 m Pflanzjahr: ca. 1915 OSM-Link zur Kartendarstellung: Walnuss bei Schachten Westliche Edelkastanie: Stammumfang: 5,05 m Pflanzjahr: ca. 1805 OSM-Link zur Kartendarstellung: westliche Edelkastanie bei Schachten Östliche Edelkastanie: Stammumfang: 4,25 m Pflanzjahr: ca. 1805 OSM-Link zur Kartendarstellung: östliche Edelkastanie bei Schachten                             | Juglans regia + Castanea sativa (2×)   | 6.33.278 |
| mehr Fotos \| Fotos hochladen | 1 Eiche „Friedenseiche 1870/71“        | Udenhausen 51° 27′ 26,8″ N, 9° 28′ 2,3″ O   | Stieleiche ca. 300 m südlich des Ortsrandes von Udenhausen. Der Baum steht, mit 2 weiteren Eichen, auf einer Rasenfläche vor der „Drei-Eichenhütte“, einer vom „Heimatverein Udenhausen“ betriebenen Schutzhütte. Als „Friedenseiche 1870/71“ erinnert der Baum an den Deutsch-Französischen Krieg von 1870 bis 1871. Stammumfang: 3,35 m (2005: 3,10 m) Höhe: 20 m Pflanzjahr: ca. 1875 OSM-Link zur Kartendarstellung: Friedenseiche südlich von Udenhausen | Quercus robur                          | 6.33.279 |
| mehr Fotos \| Fotos hochladen | 1 Rosskastanie                         | Grebenstein 51° 27′ 48,9″ N, 9° 25′ 11,7″ O | Rosskastanie ca. 1 km nördlich des Ortsrandes von Grebenstein. Der Baum steht am Rande eines Wirtschaftsweges, der zwischen Feldern südlich von Niederhaldessen verläuft. Stammumfang: 4,05 m Höhe: 22 m Pflanzjahr: ca. 1885 OSM-Link zur Kartendarstellung: Rosskastanie nördlich von Grebenstein | Aesculus hippocastanum                 | 6.33.280 |

## Belege
1. ↑  Nach dem amtlichen Kataster der Unteren Naturschutzbehörde des Landkreises Kassel und vor Ort Recherche April 2017 - Mai 2017.
2. ↑  Messung 2017-05-26 in h=1,30 m
3. 1 2 3 4 5 6 7 8 9 10 11 12 13 14 15  Angaben zu Stammumfang (sofern keine eigene Messung), Größe und Pflanzjahr nach Rüdiger Germeroth, Horst Koenies, Reiner Kunz: Natürliches Kulturgut – Vergangenheit und Zukunft der Naturdenkmale im Landkreis Kassel, Herausgeber: Kreisausschuss des Landkreises Kassel, Untere Naturschutzbehörde, Wolfhagen, 2005, Anhang "Bäume" S. 186 ff. Das Pflanzjahr wurde über das dort geschätzte Alter und das Erscheinungsjahr (2005) der Publikation zurückgerechnet.
4. ↑  Messung 2017-05-27 in h=1,30 m bei Hangmitte
5. ↑  Messung 2017-05-27 in h=1,30 m bei Hangmitte
6. ↑  Messung 2017-05-26 in h=1,30 m
7. ↑  Messung 2017-05-26 in h=1,30 m
8. ↑  Messung 2017-05-27 in h=1,30 m bei Hangmitte
9. ↑  Messung 2017-05-27 in h=1,30 m bei Hangmitte
10. ↑  Messung 2017-05-27 in h=1,30 m
11. ↑  Messung 2017-04-02 in h=1,30 m
12. ↑  Messung 2017-04-02 in h=1,30 m
13. ↑  Messung 2017-04-02 in h=1,30 m
14. ↑  Messung 2017-04-02 in h=1,30 m
15. ↑  Messung 2017-04-02 in h=1,30 m
16. ↑  Messung 2017-05-26 in h=1,30 m
17. ↑  Messung 2022-02-26 in h=1,30 m

- Karte mit allen Koordinaten:
- OSM |
- WikiMap